# Kasper Ødum
Kasper Ødum (født 17. marts 1979 i Randers) er en dansk professionel badmintonspiller. 
Ødum, der begyndte karrieren i Randers Badminton Klub, vandt i 1999 Bulgarian International, i 2000 Austrian International, i 2003 Polish Open, i 2005 the Bitburger Open International og i 2006 the Southern PanAm International, Belgian International og Bulgarian Open.
I juni 2010 lå han nr. 288 på verdensranglisten i herresingle.
Højeste rangering på verdensranglisten var i 2006 som nr.21.
Ved siden af sin spillerkarriere arbejder han som massør i International Badminton Academy i København.